# Europees kampioenschap voetbal onder 21 - 1982
Aan het Europees kampioenschap voetbal onder 21 van 1982 (kortweg: EK-voetbal -21) deden 25 teams mee. Het toernooi werd inclusief de kwalificatiewedstrijden tussen 1980 en 1982 gehouden. Er was bij deze editie geen sprake van een eindtoernooi dat in een land werd gehouden. West-Duitsland deed voor de eerste keer mee. Engeland won het toernooi.
De 26 teams werden verdeeld in zes groepen van drie en twee van vier. De groepswinnaars stroomden door naar de kwartfinales.

## Kwalificatiefase
| Kwalificatiegroep 1 | Kwalificatiegroep 1 | Wed | W | G | V | DV | DT | Ptn |
| ------------------- | ------------------- | --- | - | - | - | -- | -- | --- |
| 1                   | West-Duitsland      | 6   | 5 | 0 | 1 | 15 | 5  | 10  |
| 2                   | Bulgarije           | 6   | 5 | 0 | 1 | 7  | 5  | 10  |
| 3                   | Oostenrijk          | 6   | 1 | 1 | 4 | 3  | 9  | 3   |
| 4                   | Finland             | 6   | 0 | 1 | 5 | 4  | 10 | 1   |

| - Finland 0-1 Bulgarije - Finland 1-2 Oostenrijk - Bulgarije 1-0 West-Duitsland - West-Duitsland 4-0 Oostenrijk - Bulgarije 1-0 Finland - Finland 1-2 West-Duitsland | - Oostenrijk 1-2 Bulgarije - Oostenrijk 0-0 Finland - West-Duitsland 4-2 Finland - Oostenrijk 0-1 West-Duitsland - Bulgarije 1-0 Oostenrijk - West-Duitsland 4-1 Bulgarije |

| Kwalificatiegroep 2 | Kwalificatiegroep 2 | Wed | W | G | V | DV | DT | Ptn |
| ------------------- | ------------------- | --- | - | - | - | -- | -- | --- |
| 1                   | Frankrijk           | 4   | 3 | 0 | 1 | 7  | 4  | 6   |
| 2                   | België              | 4   | 2 | 0 | 2 | 4  | 4  | 4   |
| 3                   | Cyprus              | 4   | 1 | 0 | 3 | 4  | 7  | 2   |

| - Frankrijk 3-1 Cyprus - België 2-1 Cyprus - Cyprus 0-1 België | - Frankrijk 1-0 België - België 1-2 Frankrijk - Cyprus 2-1 Frankrijk |

| Kwalificatiegroep 3 | Kwalificatiegroep 3 | Wed | W | G | V | DV | DT | Ptn |
| ------------------- | ------------------- | --- | - | - | - | -- | -- | --- |
| 1                   | Sovjet-Unie         | 4   | 1 | 3 | 0 | 1  | 0  | 5   |
| 2                   | Tsjecho-Slowakije   | 4   | 1 | 2 | 1 | 4  | 2  | 4   |
| 3                   | Turkije             | 4   | 1 | 1 | 2 | 2  | 5  | 3   |

| - Tsjecho-Slowakije 3-0 Turkije - Turkije 2-1 Tsjecho-Slowakije - Sovjet-Unie 1-0 Turkije | - Turkije 0-0 Sovjet-Unie - Sovjet-Unie 0-0 Tsjecho-Slowakije - Tsjecho-Slowakije 0-0 Sovjet-Unie |

| Kwalificatiegroep 4 | Kwalificatiegroep 4 | Wed | W | G | V | DV | DT | Ptn |
| ------------------- | ------------------- | --- | - | - | - | -- | -- | --- |
| 1                   | Engeland            | 6   | 4 | 1 | 1 | 12 | 5  | 9   |
| 2                   | Hongarije           | 6   | 3 | 0 | 3 | 12 | 9  | 6   |
| 3                   | Roemenië            | 6   | 2 | 1 | 3 | 9  | 12 | 5   |
| 4                   | Zwitserland         | 6   | 1 | 2 | 3 | 5  | 12 | 4   |

| - Roemenië 4-0 Engeland - Engeland 5-0 Zwitserland - Engeland 3-0 Roemenië - Zwitserland 0-1 Hongarije - Hongarije 4-2 Roemenië - Zwitserland 0-0 Engeland | - Hongarije 1-2 Engeland - Roemenië 2-1 Hongarije - Roemenië 1-1 Zwitserland - Hongarije 5-1 Zwitserland - Switz. 3-0 Roemenië - Engeland 2-0 Hongarije |

| Kwalificatiegroep 5 | Kwalificatiegroep 5 | Wed | W | G | V | DV | DT | Ptn |
| ------------------- | ------------------- | --- | - | - | - | -- | -- | --- |
| 1                   | Italië              | 4   | 3 | 0 | 1 | 5  | 2  | 6   |
| 2                   | Joegoslavië         | 4   | 2 | 1 | 1 | 4  | 2  | 5   |
| 3                   | Griekenland         | 4   | 0 | 1 | 3 | 2  | 7  | 1   |

| - Italië 1-0 Joegoslavië - Griekenland 1-3 Italië - Joegoslavië 1-1 Griekenland | - Joegoslavië 1-0 Italië - Italië 1-0 Griekenland - Griekenland 0-2 Joegoslavië |

| Kwalificatiegroep 6 | Kwalificatiegroep 6 | Wed | W | G | V | DV | DT | Ptn |
| ------------------- | ------------------- | --- | - | - | - | -- | -- | --- |
| 1                   | Schotland           | 4   | 2 | 1 | 1 | 7  | 4  | 5   |
| 2                   | Denemarken          | 4   | 1 | 2 | 1 | 4  | 4  | 4   |
| 3                   | Zweden              | 4   | 1 | 1 | 2 | 3  | 6  | 3   |

| - Zweden 2-0 Schotland - Denemarken 2-1 Zweden - Schotland 2-1 Denemarken | - Zweden 0-0 Denemarken - Schotland 4-0 Zweden - Denemarken 1-1 Schotland |

| Kwalificatiegroep 7 | Kwalificatiegroep 7 | Wed | W | G | V | DV | DT | Ptn |
| ------------------- | ------------------- | --- | - | - | - | -- | -- | --- |
| 1                   | Polen               | 4   | 4 | 0 | 0 | 11 | 3  | 8   |
| 2                   | Noorwegen           | 4   | 1 | 1 | 2 | 5  | 6  | 3   |
| 3                   | Oost-Duitsland      | 4   | 0 | 1 | 3 | 4  | 11 | 1   |

| - Noorwegen 0-1 Polen - Oost-Duitsland 0-4 Noorwegen - Oost-Duitsland 2-3 Polen | - Noorwegen 1-1 Oost-Duitsland - Polen 3-1 Oost-Duitsland - Polen 4-0 Noorwegen |

| Kwalificatiegroep 8 | Kwalificatiegroep 8 | Wed | W | G | V | DV | DT | Ptn |
| ------------------- | ------------------- | --- | - | - | - | -- | -- | --- |
| 1                   | Spanje              | 4   | 4 | 0 | 0 | 13 | 3  | 8   |
| 2                   | Nederland           | 4   | 2 | 0 | 2 | 4  | 4  | 4   |
| 3                   | Luxemburg           | 4   | 0 | 0 | 4 | 2  | 12 | 0   |

| - Nederland 0-2 Spanje - Spanje 4-1 Luxemburg - Nederland 1-0 Luxem. | - Luxemburg 1-5 Spanje - Luxem. 0-2 Nederland - Spanje 2-1 Nederland |

## Knockout-ronden
| Kwartfinales - Italië 0-1 Schotland - Schotland 0-0 Italië Schotland won in totaal met 1-0 - Spanje 1-0 West-Duitsland - West-Duitsland 2-0 Spanje West-Duitsland won in totaal met 2-1 - Frankrijk 0-0 Sovjet-Unie - Sovjet-Unie 4-2 Frankrijk Sovjet-Unie won in totaal met 4-2 - Polen 1-2 Engeland - Engeland 2-2 Polen Engeland won in totaal met 4-3 |  | Halve finales - Schotland 0-1 Engeland - Engeland 1-1 Schotland Engeland won in totaal met 2-1 - Sovjet-Unie 3-4 West-Duitsland - West-Duitsland 5-0 Sovjet-Unie West-Duitsland won in totaal met 9-3 |  | Finale - Engeland 3-1 West-Duitsland - West-Duitsland 3-2 Engeland Engeland won in totaal met 5-4 Engeland werd kampioen |